# Cossulinae
Los cosulinos (Cossulinae) son una subfamilia de lepidópteros ditrisios perteneciente a la familia Cossidae con los siguientes géneros.

## Géneros
- Austrocossus
- Biocellata
- Catopta
- Cossula
- Cossus
- Lamellocossus
- Magulacra
- Parahypopta
- Paropta
- Simplicivalva
- Spinulata